# Tiana (Disney)
Tiana is een personage uit de Disneyfilm De prinses en de kikker uit 2009. Tiana werd als negende personage toegevoegd aan de lijst met Disneyprinsessen.

## Beschrijving
Tiana werd bedacht door Ron Clements en John Musker. Ze heeft zwart haar met donkere ogen en een donkere huid. Ze draagt een lichtgeel met lichtgroen gedrapeerde jurk. Het personage van Tiana is gebaseerd op twee prinsessen: prinses Emma uit het boek The Frog Princess en de prinses uit het sprookje De kikkerkoning.
Tiana is een ondernemende serveerster die er van droomt om ooit haar eigen restaurant te openen. Door prins Naveen te kussen, een betoverde kikker, verandert zij ook in een kikker. Samen zoeken zij een manier om de vloek ongedaan te krijgen. Uiteindelijk valt ze voor de knappe prins Naveen, en door met hem te trouwen wordt ze een prinses. Hun liefde verbreekt de magische spreuk en ze worden beide weer mens.
Tiana is de eerste Disneyprinses van Afrikaanse afkomst. Ze is ook de eerste prinses wier verhaal geïnspireerd is door een sprookje, een roman en een echte persoon.